# Connor Geiger

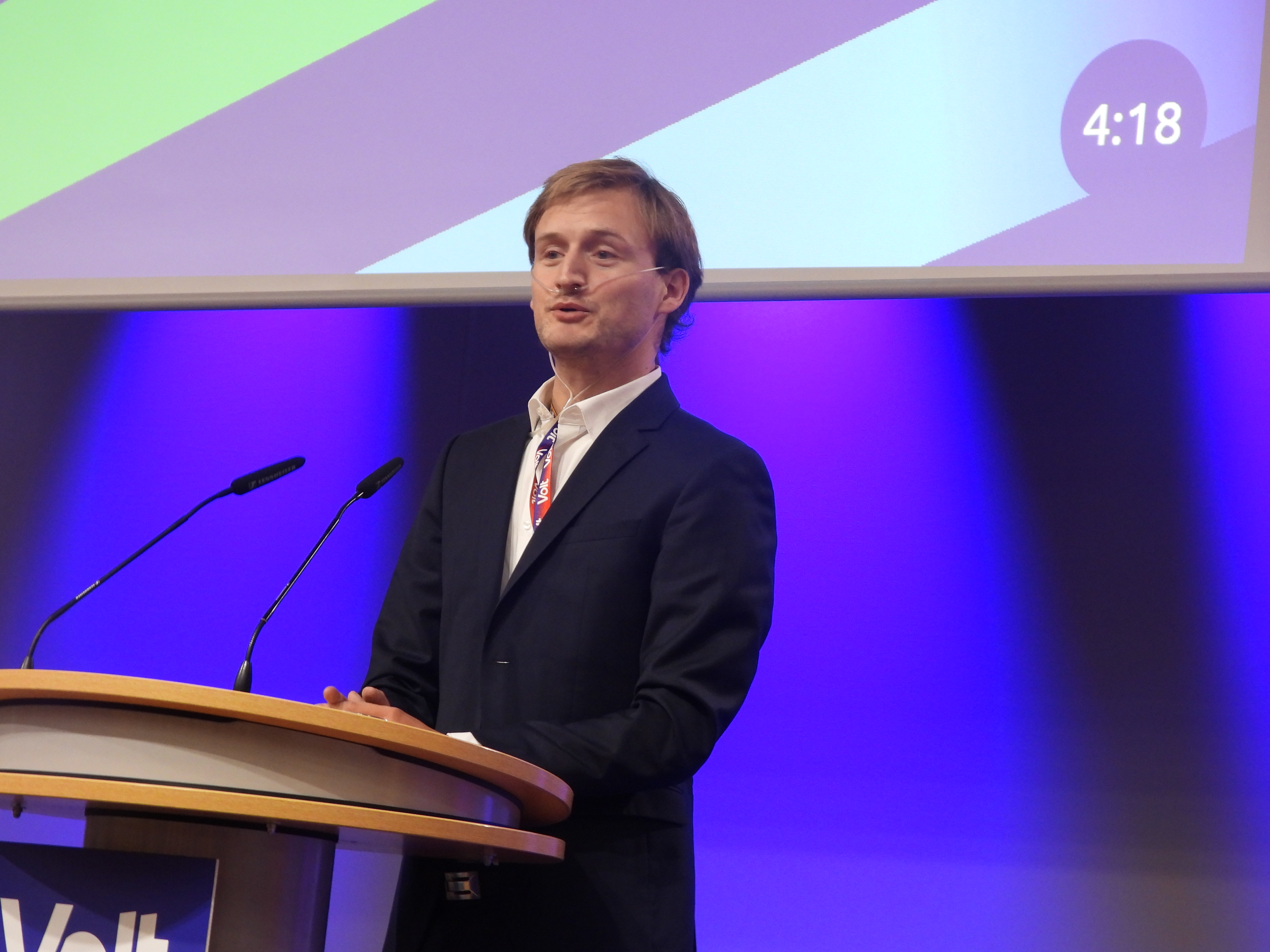
Connor Geiger bei seiner Rede bei der Aufstellungsversammlung zur Europawahl 2022 in Erfurt

Connor Geiger (* 1994) ist ein deutscher Politiker (Volt). Er war von Januar 2022 bis Januar 2023 zusammen mit Rebekka Müller Bundesvorsitzender von Volt Deutschland.

## Leben
Connor Geiger machte nach dem Abitur zunächst eine Ausbildung zum Biologielaboranten. Heute studiert er Bachelor Informatik an der TU Braunschweig.
Er trat 2019 der neuen Partei Volt Deutschland bei, da es ihm wichtig ist, dass man in Europa gemeinschaftlich an Projekten arbeitet. Bei den Kommunalwahlen 2021 in Niedersachsen trat Geiger für Volt in Braunschweig (Südost) an.
Von 2022 bis 2023 war Geiger Bundesvorsitzender von Volt Deutschland. Zuvor war er Vorsitzender des niedersächsischen Landesverbandes von Volt.
Im September 2023 wurde Geiger als einer von 30 Volt-Kandidaten auf die Liste für die Europawahl 2024 gewählt.

## Privates
Geiger lebt in Braunschweig. Er hat Mukoviszidose.